# 九七式重爆撃機
三菱 キ21 九七式重爆撃機
浜松陸軍飛行学校所属の九七式重爆撃機二型甲 （キ21-II甲）
- 用途：爆撃機
- 分類：重爆撃機
- 製造者：三菱重工業
- 運用者： 大日本帝国陸軍
- 初飛行：1937年12月18日[1]
- 生産数：2,064機[1]
- 運用状況：退役

九七式重爆撃機（きゅうななしきじゅうばくげきき）は、大日本帝国陸軍の重爆撃機。キ番号（試作名称）はキ21。略称・呼称は九七式重爆、九七重爆、九七重など 。連合軍のコードネームはSally（サリー）。開発は三菱重工業、製造は三菱および中島飛行機。
1937年（昭和12年）に制式採用され、日中戦争中後期、ノモンハン事件、太平洋戦争初中期における帝国陸軍の主力重爆として活躍した。

## 開発

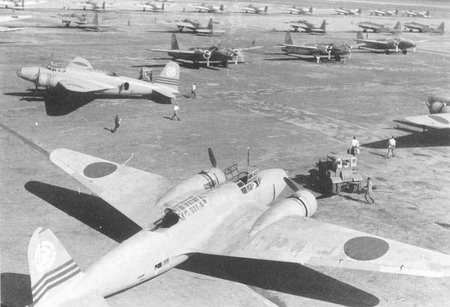
浜松陸軍飛行学校所属の九七式重爆一型甲（キ21-I甲）

1935年（昭和10年）9月、陸軍は九三式重爆撃機（キ2）の後継機となる新型重爆の試作を内示し、翌1936年（昭和11年）2月に中島飛行機にキ19、三菱重工業にはキ21の試作が指示された。主な要求は、
- 双発単葉機、エンジンは中島製ハ5または三菱製ハ6を装備
- 最高速度は400km/h以上
- 航続時間は5時間以上
- 爆弾搭載量は750kg（最大1,000kg）
- 試作機2機を1936年10月までに完成

というものだった。
三菱は要求された期限より若干遅れ同年12月にハ6を搭載したキ21試作機2機を完成させた。陸軍による翌年の審査では三菱のキ21も中島のキ19も要求値をクリアしており甲乙付け難い性能を示したが、結局陸軍は三菱の機体を採用することとし、代わりにエンジンは中島製のハ5を搭載することを決定した。この決定に基づいてキ21増加試作機の生産が指示されたが、増加試作機ではハ5への換装の他、キ19が勝っていた機能要素（前方銃座の形状、爆弾倉の形状など）をキ21に盛り込むことが要求されていた。
完成したキ21増加試作機は最大速度を筆頭に、同世代で同規模の海軍九六式陸上攻撃機を上回る高性能を示しており、また九六式陸攻と異なり爆弾倉/爆弾倉扉・機首風防/機首銃座・防弾装備を備えるなど、より近代的かつ本格的な日本初の爆撃機であり、これは1937年（皇紀2597年）1月8日に九七式重爆撃機として制式採用された。
同年に勃発した日中戦争当初は配備が遅れており、九三式重爆は性能が不足しているうえ1936年に製造が中止され増産も期待できなかった。繋ぎとしてドイツからHe 111の輸入が望まれたもののドイツ軍部の反対で実現せず、イタリアからBR.20を購入し、爆弾やメーカーの技術者と共に大連に直接送り現地でイ式重爆撃機として実戦配備するという手段をとった。九七式重爆の生産が追いつき現地に届くようになると速度性能を活かして活躍した。
また九七式重爆自体にも航続距離不足・ハ5改信頼性不足という問題があり、1939年（昭和14年）11月にはエンジンの強化を中心とした性能向上型キ21-IIの開発が指示された。主な変更点はエンジンを1,450馬力の三菱製ハ101に換装、主輪の完全引込化、武装・防弾装備強化などであった。審査の結果大幅な性能向上が認められたため、1940年（昭和15年）12月に九七式重爆撃機二型として制式採用された。このためハ5改を装備する従来の九七式重爆は一型（キ21-I）となっている（一型との外見上の区別点は大型となったエンジンナセル）。この九七式重爆二型（キ21-II）は最多生産型として1944年（昭和19年）9月まで量産され、太平洋戦争期の主力型となった。
後継機は一〇〇式重爆撃機であるが、キ21の性能を追い越すことなく、結局、キ21との交代もなかった。

## 近代爆撃機に対する設計思想

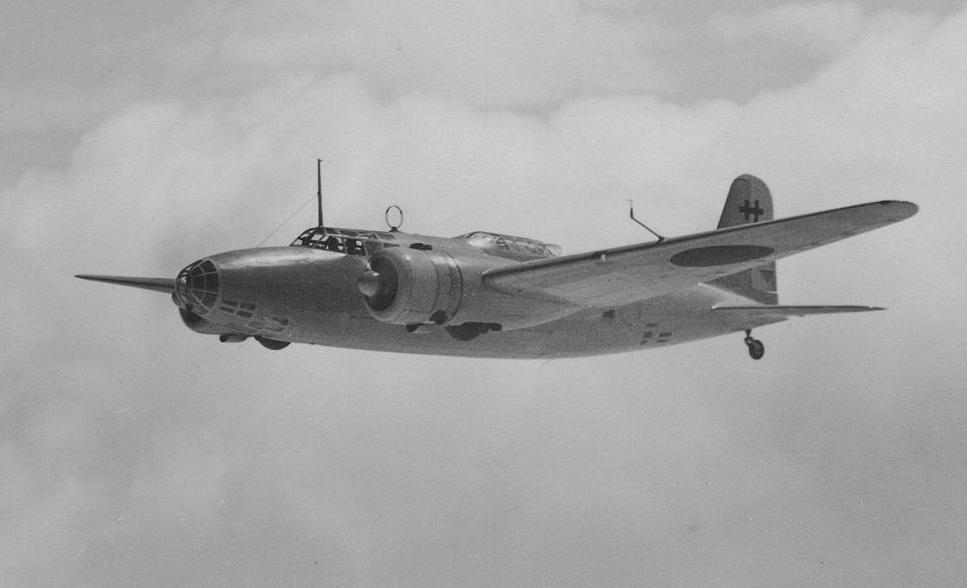
九七式重爆一型甲（キ21-I甲）

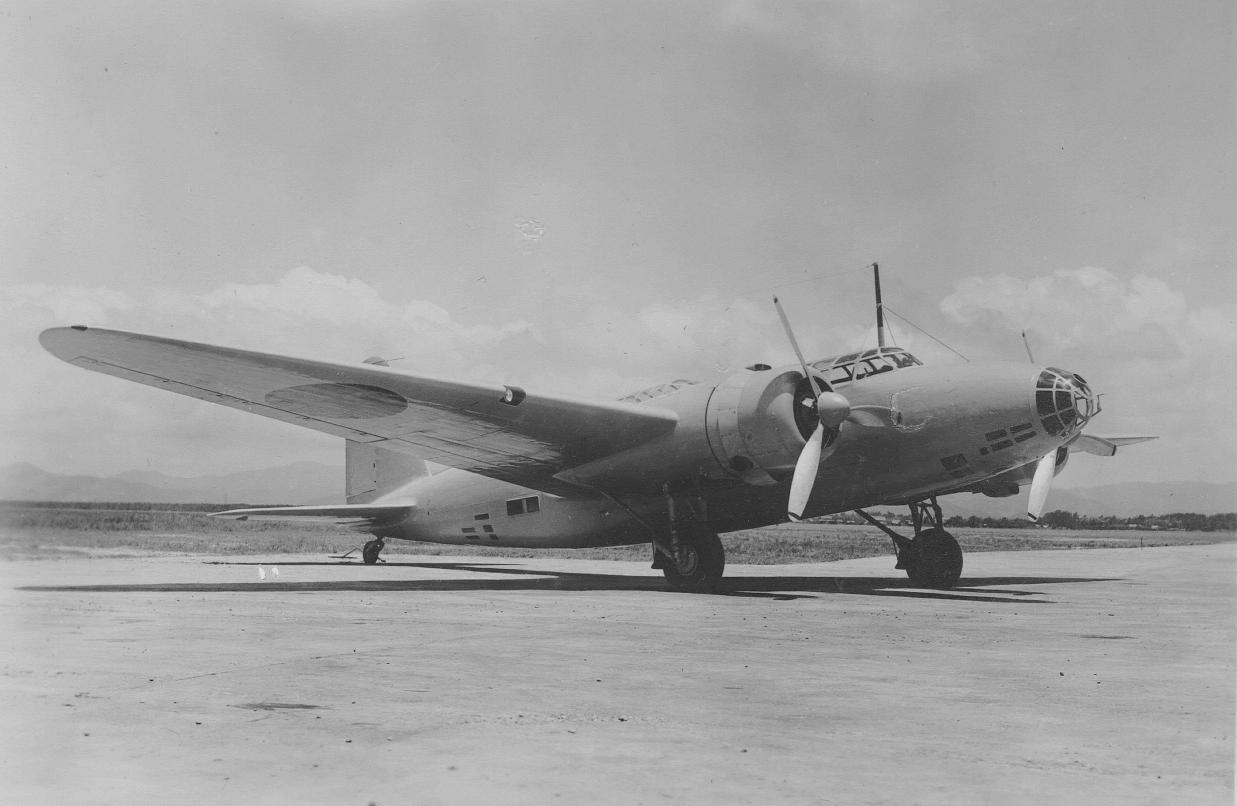
九七式重爆一型甲（キ21-I甲）

帝国陸軍の爆撃機に対する設計思想は、爆弾搭載量や航続距離を多少犠牲にしても、敵戦闘機の邀撃を振り切れる程度の高速性能を確保する事を重視し、爆弾搭載量の不足は反復攻撃を行う事で補う、という思想だった。1930年代中後期以降の陸軍が、重軽を問わず爆撃機に第一に求めていた任務は、飛行場の在地敵機を捕捉し破壊する航空撃滅戦にあった。航空撃滅戦とは、爆撃機・襲撃機・戦闘機などによる制空権の確保であり、ノモンハン事件で行われたタムスク爆撃は、妥当性の是非はともあれ、陸軍重爆隊として最も典型的な作戦実施要領であったのである。従って、敵が邀撃準備を整える前に飛行場上空に到達している必要があった。帝国陸軍の仮想敵国はソビエト連邦の労農赤軍であり、また想定する主戦場は中国大陸で、航空部隊の攻撃目標はソ満国境のソ連軍前線基地であり、長大な航続距離はそれほど必要はなかった。在地敵機攻撃のため爆弾倉には小型爆弾を多数搭載し、死角なく爆撃火網を構成する思想のため、ペイロードベースでは最大搭載量が低く抑えられている。本機はそのような思想のもとに開発が行われた。
結果、九七式重爆は出現当時の世界的に見てもかなりの高速機であり、ソ連空軍のIl-4（初飛行1939年、最高速度430km/h）、イギリス空軍のビッカース ウェリントン（初飛行1936年、Mk. ICで最高速度378km/h）、アメリカ陸軍航空軍のB-25（初飛行1940年、エンジンを換装した最終量産型であるB-25Jで最高速度438km/h）など、欧米列強の同時期ないし新型の双発爆撃機と最高速度を比較しても、一型（キ21-I）で432km/h、二型（キ21-II）478km/hと優れたものであった。
この思想は後続となる一〇〇式重爆撃機「呑龍」（キ58）、四式重爆撃機「飛龍」（キ67）まで変わることはなく、以後開発された重爆撃機も同様の機能・性能を備えた。しかし、こうした点は対ソ航空撃滅戦のみを見据えていたもので、太平洋戦線の実情にはあまり適合するものとはならなかった。そのために、結果として「搭載量不足」「航続力不足」といった評価を受けざるを得なくなってしまうのである。また、同様の理由で洋上での長距離飛行・対艦攻撃をさほど考慮していなかったため、太平洋戦争では作戦展開に支障が生じた。

## 実戦
多少の問題点を含みつつも、日本初の近代的な爆撃機としては成功作たる傑作機であり、九三式重爆およびイ式重爆撃機の後続として飛行分科「重爆」の飛行戦隊に配備、支那事変中期から実戦投入されたが実戦部隊からの評判・信頼性も高く、海軍の九六式陸攻ともども重慶爆撃の戦略爆撃にも使用されている。
続いてノモンハン事件や太平洋戦争にも主力として投入され、太平洋戦争緒戦の南方作戦各戦線では航空撃滅戦や要地爆撃に活躍した。在フィリピンのアメリカ軍（極東陸軍）を相手とするフィリピン攻略戦では、飛行第14戦隊の九七式重爆17機が開戦日である1941年12月8日午前4時半（日本時間5時半）頃に台湾を出撃、ルソン島バギオへの爆撃行成功（全機帰還・損害無）を筆頭に、以降第二次バターン半島戦とコレヒドール島戦においては重爆・軽爆の大規模集中運用がなされ、地上の集成重砲兵部隊郡である第1砲兵隊とともに勝利に貢献している。
1943年（昭和18年）夏以降からは旧式化のため夜間爆撃や次第に後方任務に回されるようになったが、人員や物資の輸送、連絡、哨戒、グライダーの曳航などの任務で終戦まで全戦線に従軍した。対潜哨戒機として二型乙（キ21-II乙）を使用していた第14戦隊はニューギニア戦線において、呉海軍航空隊で対潜戦講習を受けた冨永武大尉が1944年3月10日・4月25日・4月27日にそれぞれ敵潜水艦1隻（計3隻）を撃沈する戦果を挙げている（実戦果不明）。なお、冨永機には潜水艦を模った「撃沈マーク」が描かれた。また、機上レーダー（機上電波警戒機）である「タキ1号」を搭載した二型は二型丙（キ21-II丙）とも称され、9機を装備した独立飛行第31中隊がインドネシアやフィリピン方面で対艦哨戒に従事している。
1944年夏に、インド・中国方面からのB-29による日本本土への爆撃が開始されると、第5航空軍指揮下の飛行第60戦隊が、本機を使用して軽爆部隊とともに成都方面のB-29の中継基地に対する夜間爆撃を実施した。サイパン島の失陥により日本本土各地へのB-29の襲来が本格化すると、浜松教導飛行師団にて編成された第2独立飛行隊が、本機をもって1944年11月2、4、6日・12月7日に浜松陸軍飛行場を出撃し硫黄島を経由、B-29の拠点であるサイパン島およびテニアン島のアメリカ陸軍航空軍飛行場をタ弾により夜間奇襲爆撃し戦果を挙げている。この活躍によって第2独立飛行隊は防衛総司令官東久邇宮稔彦王名の部隊感状を拝受、さらに功績は昭和天皇の上聞に達し飛行隊長新海希典陸軍少佐は個人拝謁の栄誉を受けた。
1945年（昭和20年）5月24日、沖縄戦を経てアメリカ軍の占領下になった沖縄の北飛行場（読宮飛行場）に挺進し破壊活動を行なった義号作戦にて、義烈空挺隊の空輸・強襲に用いられたのは第3独立飛行隊所属の二型（キ21-II）改造輸送機であった。本作戦で町田一郎中尉操縦の4号機（機体番号6540）が挺進に成功し搭乗隊員らが戦果を残している。
後続機たる一〇〇式重爆の開発・実用化の遅れから、数々の改良を加えられながら使用され続けたため本機の生産期間は長く、最終的に計2,064機が生産され帝国陸軍の最多生産重爆となった。内訳は試作2機、増加試作6機、一型774機、二型1,282機（うち甲590機・乙688機）。前線部隊においては一〇〇式重爆よりも実用面で優れているとされ、本機の方を好んだ部隊もあったといわれる。大戦後期には武装と防弾装備が強化された決定打となる二型乙（キ21-II乙）が登場したが、武装と防弾はもとより速度・航続距離・機動の諸性能でも大きく勝る新鋭重爆、三菱製の四式重爆の部隊配備が進んだことからこれに主力重爆の座を明け渡し、1944年9月に生産は終わっている。
日本以外ではタイにも少数の一型（キ21-I）が供与されており、こちらは戦後もしばらくの間運用されていた。

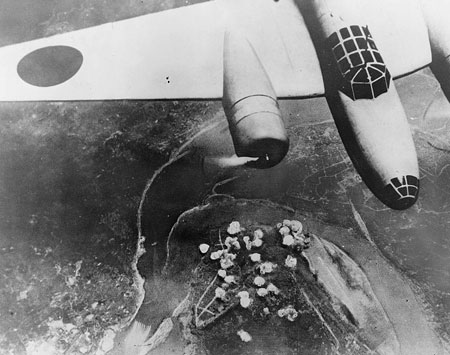
重慶を爆撃する九七式重爆一型（キ21-I）
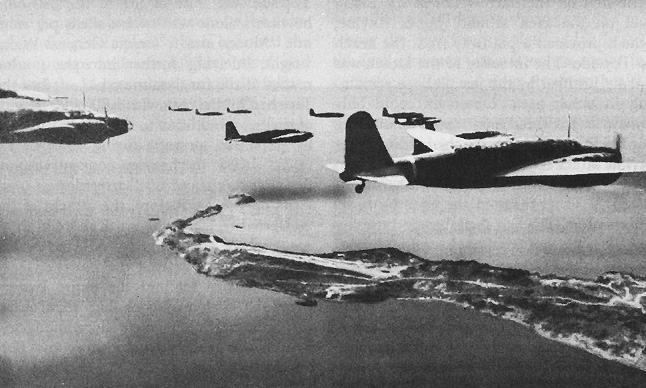
フィリピン攻略戦にてコレヒドール島を爆撃する九七式重爆二型甲（キ21-II甲）
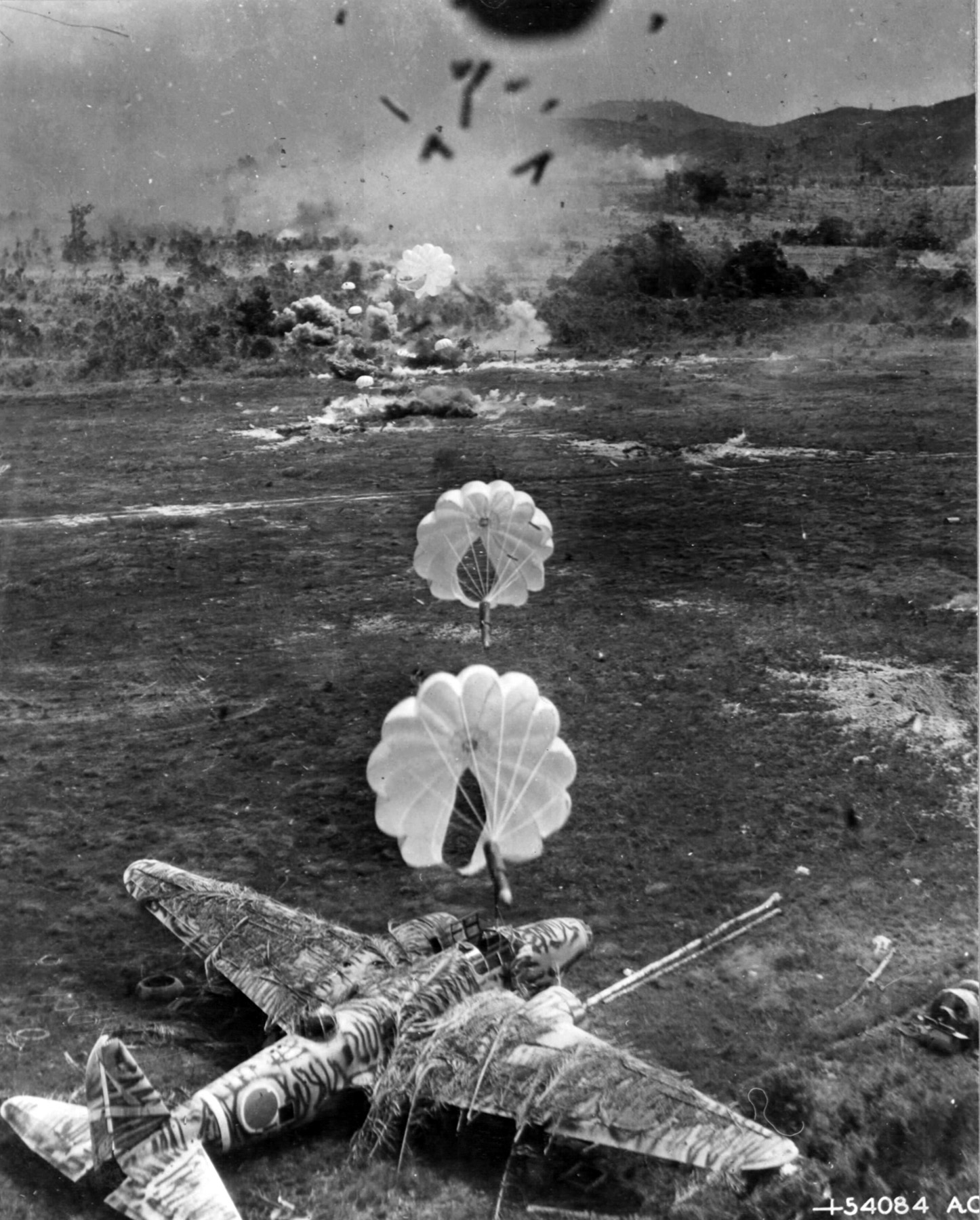
ニューギニアの戦いにて爆撃を受ける飛行第14戦隊の九七式重爆二型乙（キ21-II乙）
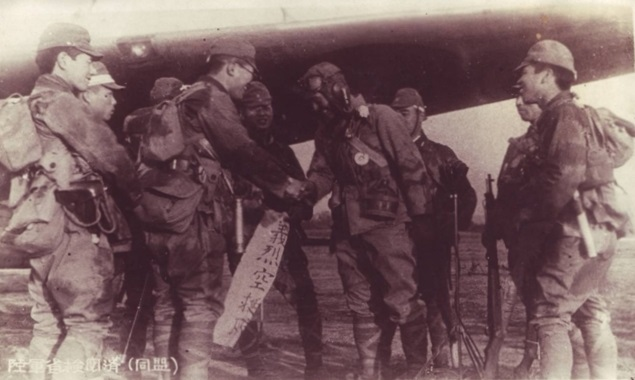
義烈空挺隊と九七式重爆二型（キ21-II）改造輸送機
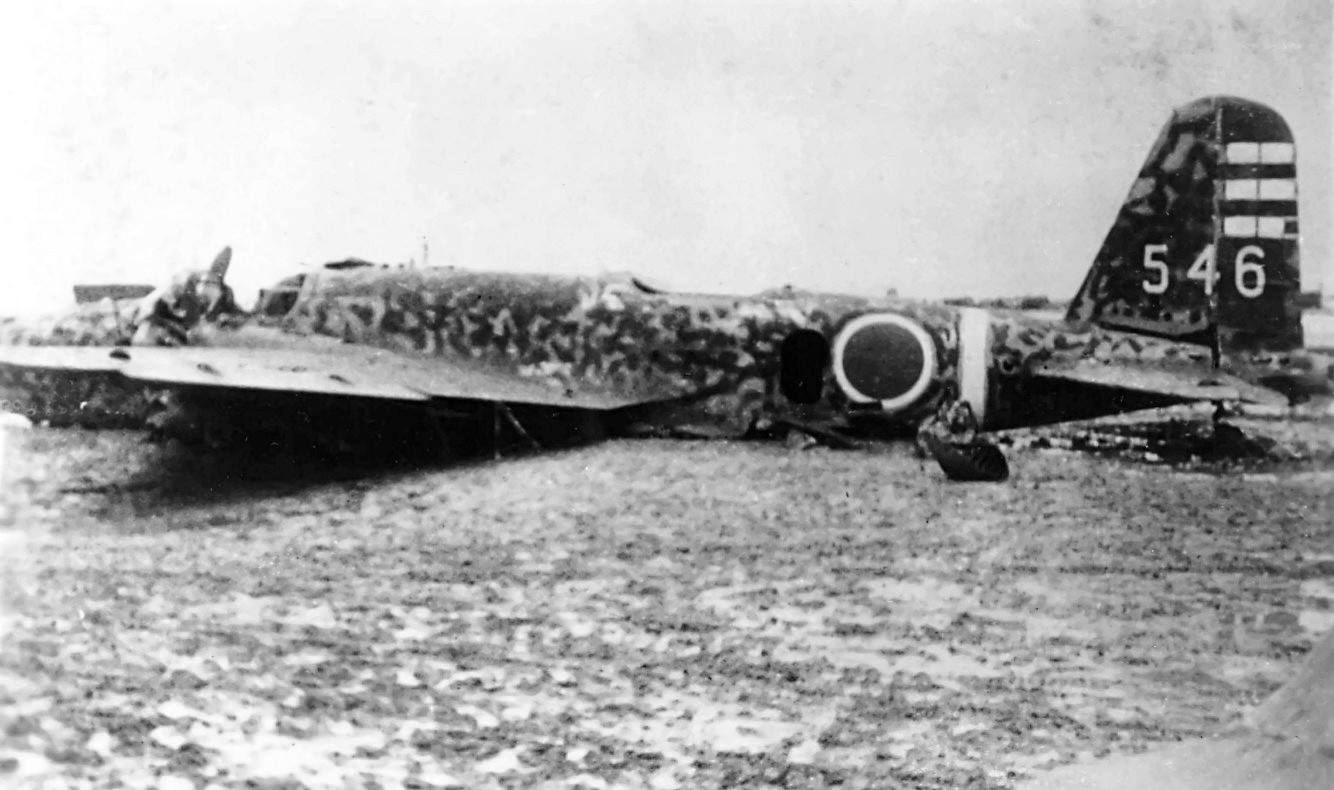
義号作戦にて強行着陸した第3独立飛行隊所属の九七式重爆二型（キ21-II）改造輸送機
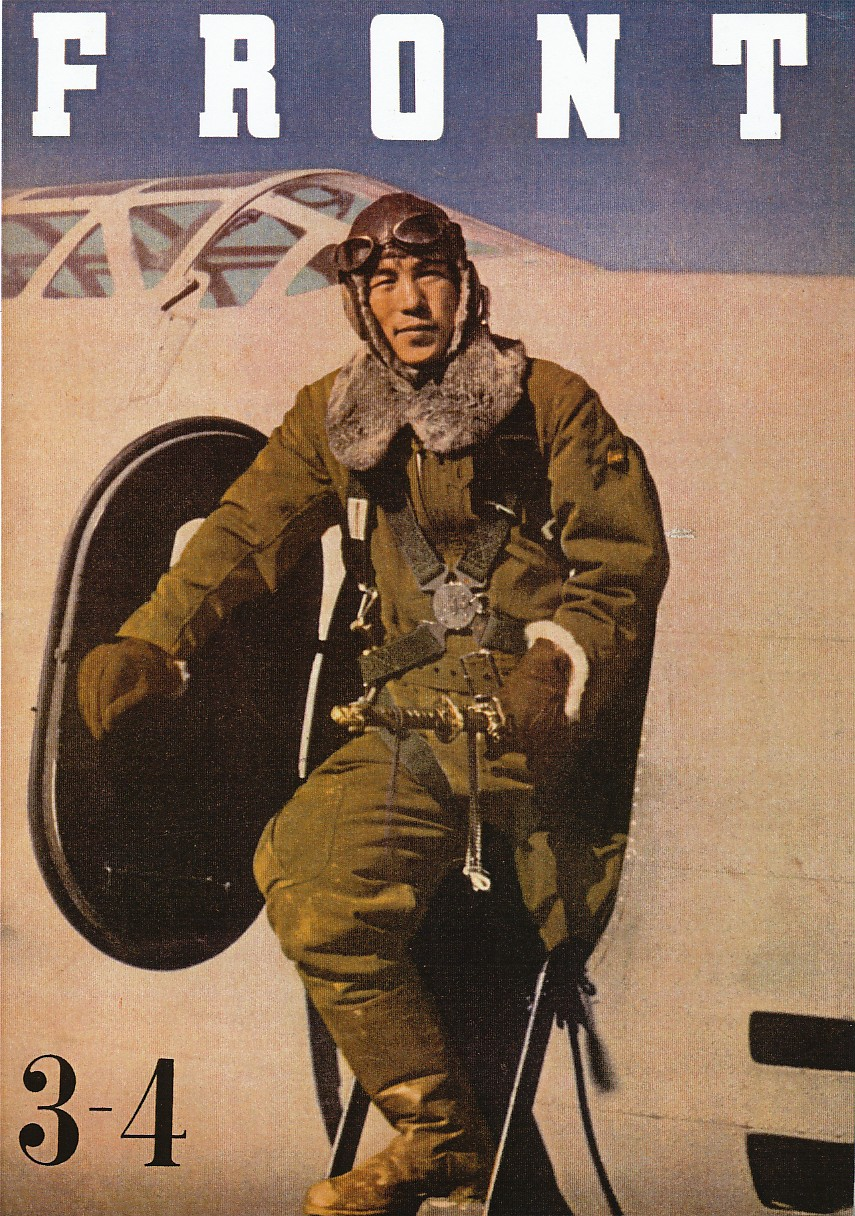
雑誌「FRONT」3-4合併号（陸軍号）表紙。九七式重爆撃機と将校（尉官）空中勤務者。1942年刊行。

## 武装

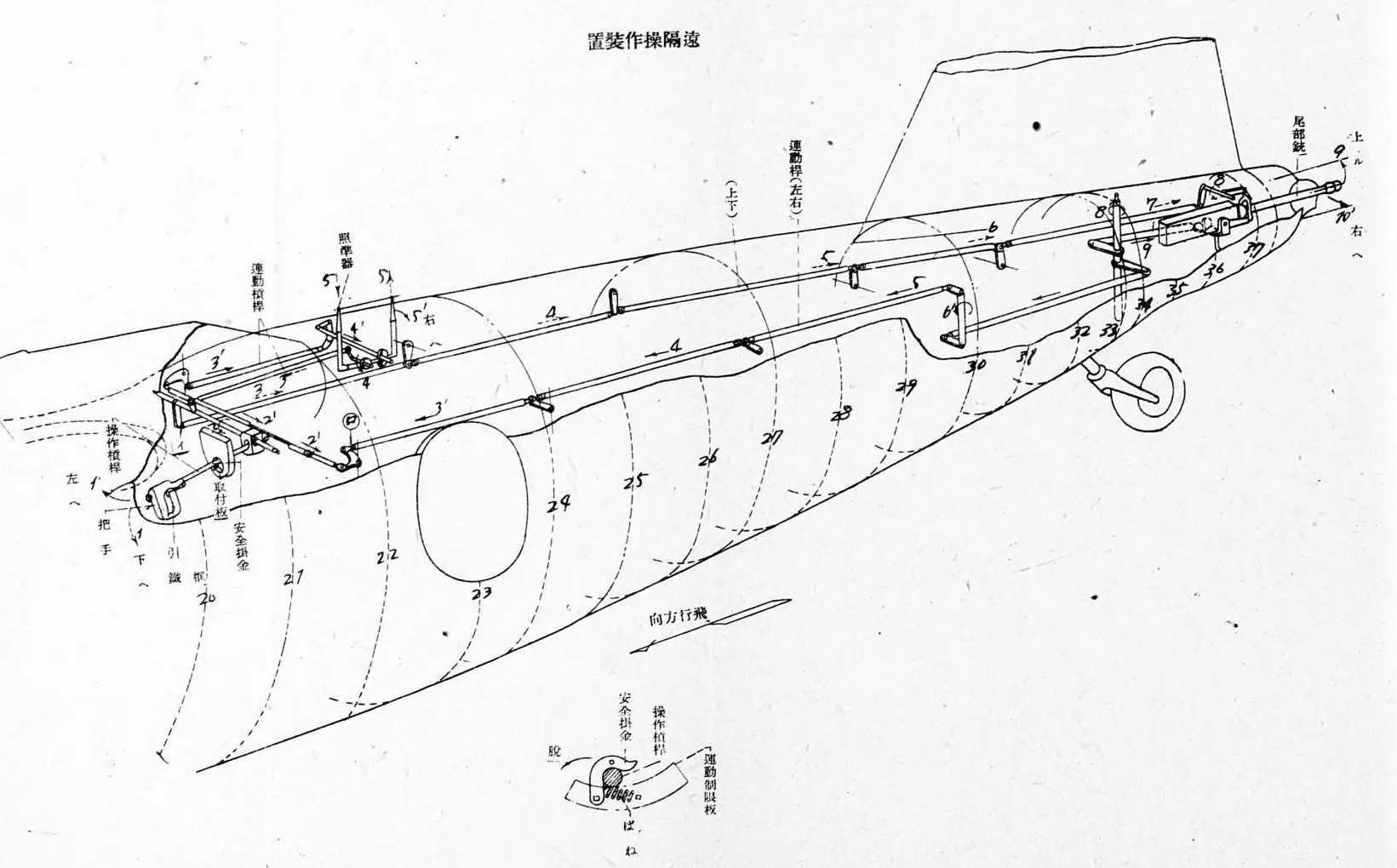
説明書に掲載された尾部銃の遠隔操作装置の図。銃と連動して動く照準器（照門と照星）がある。

防御武装として、最初の量産型である一型甲（キ21-I甲）は口径7.7mm旋回機関銃3挺（後上方に双連（連装）である八九式旋回機関銃（特）1挺・機首前方および後下方にテ1 試製単銃身旋回機関銃各1挺）であったが、一型乙（キ21-I乙）では機体尾部に遠隔操作式の八九式固定機関銃1挺を、胴体側方にテ1 1挺を設置している（側方は1挺で左右兼用）。この尾部機関銃の遠隔操作は後上方射手が兼任するもので、専用の照準器はあるものの射界が狭く（上10°、下20°、左右各15°）命中率は低かったと推測される。後上方と後下方銃座の死角に入ってきた敵戦闘機に、この位置にも銃があることを知らせ、なんとかして敵を「安全な位置」から追い出したい、というのが尾部銃新設のねらいだった。
二型甲（キ21-II甲）では、左右兼用であった側方銃を2挺に増設しそれぞれ専用とし、また機首前方・後下方・左方・右方のテ1をテ4 試製単銃身旋回機関銃二型に換装（後上方は双連の八九式旋回機関銃（特）、尾部は八九式固定機関銃のまま）、これにより7.7mm単装5挺・双連1挺となった。さらに太平洋戦争中期以降の主力である二型乙（キ21-II乙）では、後上方の八九式旋回機関銃（特）を12.7mm旋回機関砲（ホ103 一式十二・七粍旋回機関砲）を装備する球形砲塔に換装している。なお、戦地では応急的な現地改造として操縦席側面や側面乗降扉などにテ1・テ4と銃架を追加装備した部隊もあった。

## 防弾装備
九七式重爆は1939年7月以降の初期量産型である一型乙（キ21-I乙）初号機の時点で、燃料および潤滑油タンクの防漏防火化（防漏タンク・防弾タンク・防火タンク）化がされている。燃料タンクは耐油性ゴム被覆を施したうえで真綿被覆を、潤滑油タンクは耐油性ゴム被覆を施したうえで羽布を貼り塗料が塗られ、被弾時の防漏防火が考慮されていた。
さらに1943年7月頃以降生産の二型乙（キ21-II乙）の累計製造番号1300号機前後からは防弾装備を特に強化し、正副操縦者席・後上方射手席へ16mm厚防弾鋼板（防楯鋼板）および、正副操縦者・後上方砲塔の風防に70mm厚防弾ガラスを設置。かつ防火装備も改良され全燃料タンクの被覆は16mm厚ゴムに強化されている。また、この直近となる1943年9月以降生産の製番1351号機からは上述の防弾装備に加えて、外翼および中央翼部の燃料タンクには窒素を用いる自動消火装置が導入されている。

## 輸送機型

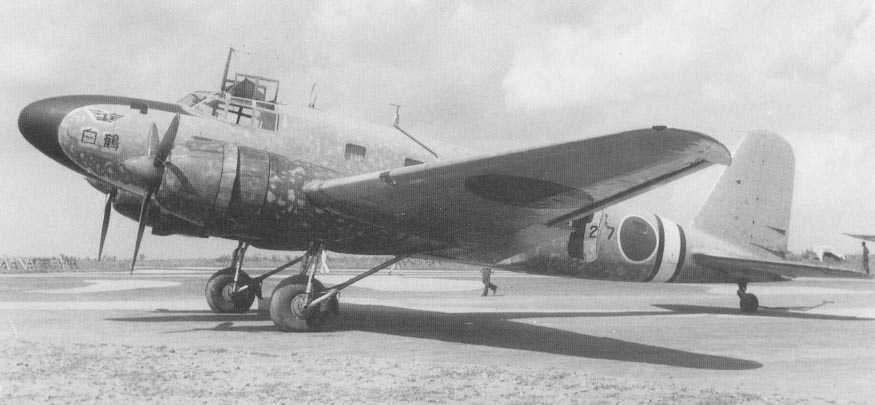
一〇〇式輸送機二型（キ57-II）とほぼ同型のMC-20-II

本機はその汎用性の高さから輸送任務に用いられることも多かった（パレンバン空挺作戦における落下傘部隊に対する物資投下、ニューギニア駐屯の三式戦闘機「飛燕」装備戦隊へのマウザー砲輸送など）。そのため陸軍は九七式輸送機（キ34）に代わる後続輸送機として、九七式重爆一型（キ21-I）をベースとした機体の開発を三菱に命じ、これは一〇〇式輸送機（キ57）として制式採用、帝国陸軍主力の高性能輸送機として使用された。また一〇〇式輸送機の民間転用型をMC-20といい、航空会社の旅客機や新聞社の連絡機としても使用され、戦前中の日本を代表する国産旅客機となった。
また、九七式重爆そのものを輸送機に改装した貨物輸送機も十数機あり、これは陸軍から大日本航空に払い下げられ三菱式21型の名で使用された。

## 主要諸元
| 制式名称     | 九七式重爆撃機一型 | 九七式重爆撃機二型                                                                             |
| ------------ | --- | ---------------------------------------------------------------------------------------------- |
| 試作名称     | キ21-I | キ21-II                                                                                        |
| 乗員         | 5～7名 | 7名                                                                                            |
| 全幅         | 22.50m | 同左                                                                                           |
| 全長         | 16.50m | 15.97m                                                                                         |
| 全高         | 4.35m（三点姿勢） 5.385m（水平姿勢） | 4.70m（三点姿勢） 5.55m（水平姿勢）                                                            |
| 翼面積       | 69.60 m² | 同左                                                                                           |
| 自重         | 5,105kg | 6,105kg                                                                                        |
| 全備重量     | 7,573kg（常装備） | 9,523kg（常装備）                                                                              |
| 発動機       | ハ5 (九五式八五〇馬力発動機) | ハ101 (一〇〇式一四五〇馬力発動機)                                                             |
| 最大出力     | 950hp (離昇) | 1,410hp (離昇)                                                                                 |
| プロペラ     | 九七式重爆撃機用プロペラ 二段可変ピッチ3翅 直径3.175m | 住友ハミルトン式またはラチェ式 定速可変ピッチ3翅 直径3.4m                                      |
| 最大速度     | 432km/h (高度4,000m) | 478km/h (高度4,400m)                                                                           |
| 巡航速度     | | 380km/h/5,500m                                                                                 |
| 実用上昇限度 | 8,600m | 10,000m                                                                                        |
| 航続距離     | 2,700km | 2,400km                                                                                        |
| 武装         | 甲：八九式旋回機関銃（特）×1、テ1×2 乙：八九式旋回機関銃（特）×1、テ1またはテ4×3、八九式固定機関銃×1 丙：八九式旋回機関銃（特）×1、テ1またはテ4×4、八九式固定機関銃×1 | 甲：八九式旋回機関銃（特）×1、テ4×4、八九式固定機関銃×1 乙：ホ103×1、テ4×4、八九式固定機関銃×1 |
| 爆弾         | 九二式15kg×20 九四式50kg×15～20 九四式100kg×7～10 九二式250kg×3～4発 九二式500kg×2発 その他小型爆弾(50kg以下) 最大20発 （標準750kg、最大1,000kg）                     | 同左                                                                                           |

### 各種形式

#### 一型甲（キ21-I甲）
増加試作機とほぼ同じ仕様の最初の生産型。エンジンはハ5。最高速度432km/h。増加試作機で得られた戦訓から、燃料タンク容量を1840Lから2635Lに拡大。排気管の位置を変更するなどの改修を行っている。なお、本機は銃座が3箇所のみ（機首、後上方、後下方）で防御兵装が貧弱だったため、実戦部隊で銃座の増設が行われている。三菱製は通算9号機から151号機の143機（通算1～2号機は試作機、3～8号機は増加試作機）。機番は3桁。

#### 一型乙（キ21-I乙）
武装強化の為、尾部銃座と側方銃座が新設された。尾部には遠隔操作式の八九式固定機関銃1挺を、胴体側方に7.7mm機関銃 1挺を設置している（側方は1挺で左右兼用）。防弾の面では、操縦席後方に4mm厚の防弾鋼板を追加、燃料タンク・潤滑油タンクも防弾対策が施された。さらに編隊用無線装備として九六式飛三号無線機二型を装備可能としたほか、酸素吸入装置を機内の座席七席すべてに装備した。これらの改修によって縦方向の安定性不良が顕著になったため、水平尾翼の面積が10.82㎡から11.32㎡に、昇降舵も3.63㎡から3.76㎡に増積された。三菱製は152～431号機の120機。機番は2000番台。

#### 一型丙（キ21-I丙）
エンジンをより強力で信頼性の高いハ101に換装する指示が陸軍から下ったが、エンジン回りの大幅な設計変更等に時間を要するため、エンジンはハ5のまま二型の改修を施した機体。外翼の後退角を約3度増加して重心の調整を行ったほか、重量増加対策として車輪を直径990mm×幅350mmから直径1000mm×幅360mmに増大した。側方銃座も強化され、今まで1挺で左右兼用だったものを丙型からは両側に各1挺を常備するようになり、右側銃の射界も拡大された。また、爆弾倉内に特別装備として容量約500Lのタンクを取り付け可能とし、燃料を3135L搭載可能とした。ただ、この場合爆弾搭載量は400～600kgに減少した。三菱製は272～431号機の160機。機番は3000番台。

#### 二型（キ21-II）
エンジンを離昇1500馬力のハ101に換装。定速可変ピッチプロペラが採用された（住友製ハミルトン式が指定されたが、生産が追い付かないため日本国際航空製のラチェ式も使用された）。エンジンナセルが流線型で太く再設計され、車輪も完全に格納されるようになった。最高速度が478km/hに上昇。他にも戦訓を取り入れて、つぎつぎと改修が加えられていった。主なものは次のとおりである。
- 水平尾翼面積を1.84㎡増加し13.16㎡とした。昇降舵操縦装置にバネを挿入。二型初号機にさかのぼって改修を実施。
- 主翼及び尾翼の補強。
- べーパーロック防止対策。また、油圧低下を防ぐため導管径を増し、潤滑油タンクを大型化。
- 後上方銃をホ103 12.7mm機関砲に換装、球形銃座化（昭和17年9月、1026号機から）。外形が一新され、この武装強化をされた機体が二型乙と呼ばれる。
- 推力式単排気管の採用（昭和18年5月指示）
- 正副操縦手席と後上方射手席に16mm厚の防弾鋼板を装備。風防の主要部に70mm防弾ガラス装着。（昭和18年5月指示、1300号機付近より実施）
- 全燃料タンクに16mm厚のゴム被覆を実施（昭和18年5月指示、1300号機付近より実施）
- 外翼および中央翼燃料タンク内部に窒素消火装置を設置（1351号機以降）

二型は432号機以降。昭和15年12月から昭和19年9月の生産打ち切りまで、三菱のみで1282機生産。機番はプロペラ形式区別の為、ハミルトン式装備機が4000番第、ラチェ式装備機が6000番台となっている。

## 登場作品

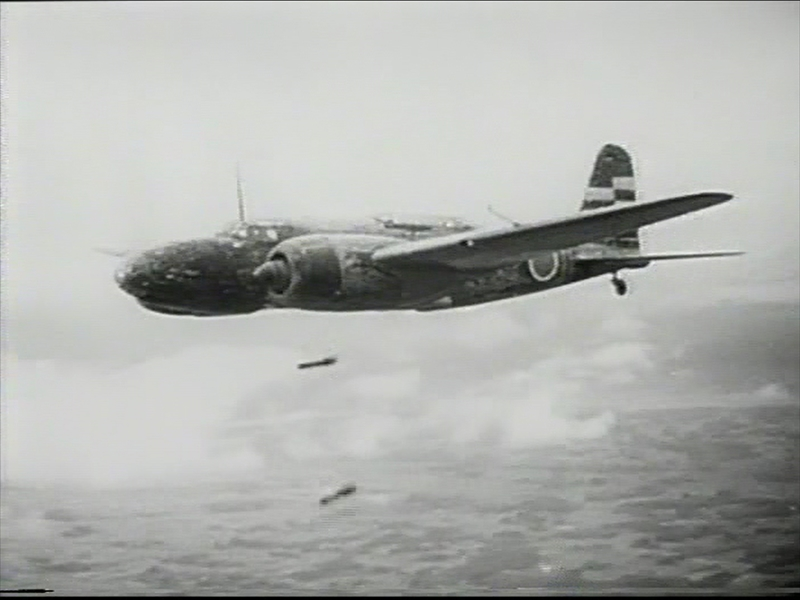
1944年公開の映画『加藤隼戦闘隊』に「出演」した九七式重爆二型甲（キ21-II甲）。部隊マークは「一二」を図案化した飛行第12戦隊。本作品には主に二型甲（キ21-II甲）と、少数ではあるが二型乙（キ21-II乙）も「出演」していた

### 映画
『陸軍航空戦記 ビルマ篇』（日本映画社製作の記録映画）
実際のビルマ航空戦における一式戦一型や九九襲・九九双軽・九七重爆・九七司偵などの従軍模様を撮影。
『加藤隼戦闘隊』（東宝製作の戦争映画）
実機の二型が登場。加藤建夫と飛行第64戦隊の活躍を描く。

### ゲーム
『War Thunder』
プレイヤーの操縦機体として一型甲・一型丙が登場する。